# Molophilus lyratus
Molophilus lyratus là một loài ruồi trong họ Limoniidae. Chúng phân bố ở miền Australasia.